# O Atalho
Meek's Cutoff (bra/prt: O Atalho) é um filme estadunidense de 2010, dos gêneros drama e faroeste, dirigido por Kelly Reichardt, com roteiro de Jonathan Raymond.

## Sinopse
Em 1845, três famílias de pioneiros contratam um homem para guiá-los através do deserto de Oregon. Durante a longa jornada, ficam sem água e mantimentos, até que percebem que estão perdidos. Um indígena aparece e se oferece para ajudá-los, mas o grupo hesita em confiar nele.